# Soraya Haddad
Soraya Haddad (arabisch صورايا حداد, DMG Ṣūrāyā Ḥaddād; * 30. September 1984 in El Kseur, Provinz Bejaia) ist eine algerische Judoka, die 2008 als erste für ein afrikanisches Land startende Frau eine olympische Medaille im Judo gewann.

## Sportliche Karriere
Die 1,55 m große Soraya Haddad startete bis 2005 meist im Ultraleichtgewicht, der Gewichtsklasse bis 48 Kilogramm. Bei den Afrikameisterschaften 2002 in Kairo erhielt sie eine Bronzemedaille. 2004 wurde sie in Tunis erstmals Afrikameisterin. Bei den Olympischen Spielen in Athen gewann sie ihre ersten zwei Kämpfe, unterlag aber im Viertelfinale der Japanerin Ryōko Tani und schied in der Hoffnungsrunde aus. 2005 wurde sie in Port Elizabeth zum zweiten Mal Afrikameisterin. Einen Monat nach den Afrikameisterschaften in Port Elizabeth siegte sie in Almería bei den Mittelmeerspielen. Bei den Weltmeisterschaften 2005 in Kairo unterlag sie im Halbfinale der Kubanerin Yanet Bermoy, im Kampf um die Bronzemedaille bezwang sie die Belgierin Ann Simons. 
Nach ihrem Wechsel ins Halbleichtgewicht, die Gewichtsklasse bis 52 Kilogramm, gewann sie ihre erste internationale Medaille bei den Afrikaspielen 2007 in Algier, als sie Dritte wurde. Bei den Weltmeisterschaften in Rio de Janeiro belegte sie den siebten Platz. 2008 gewann sie in Agadir ihren dritten Afrikameistertitel, den ersten im Halbleichtgewicht. Bei den Olympischen Spielen in Peking besiegte sie in ihrem ersten Kampf Marie Muller aus Luxemburg durch Ippon, im Achtelfinale bezwang sie Hortense Diédhiou aus dem Senegal in einem Kampf über die volle Zeit. Das Viertelfinale gegen die Südkoreanerin Kim Kyung-ok endete vier Sekunden vor Ablauf der regulären Zeit durch Ippon für Haddad. Im Halbfinale unterlag sie nach 1:21 Minuten der Chinesin Xian Dongmei. Im Kampf um eine Bronzemedaille besiegte sie die Kasachin Scholpan Kalijewa nach der vollen Kampfzeit von fünf Minuten.
Nach einem Jahr Pause kehrte Haddad 2010 zurück. In Dakar gewann sie 2011 ihren vierten Afrikameistertitel. Viereinhalb Monate später siegte sie in Maputo bei den Afrikaspielen 2011. 2012 gewann sie in Agadir den fünften Afrikameistertitel ihrer Karriere. Bei den Olympischen Spielen in London schied sie in ihrem ersten Kampf gegen die Rumänin Andreea Chițu aus.